# 豪尔赫·坎波斯
豪尔赫·坎波斯（Jorge Campos Navarrete，1966年10月15日—）前墨西哥球員，由于其门将衣着以色彩鲜艳著称，故「花蝴蝶」之名不脛而走。在墨西哥享負盛名。

## 生平
坎波斯在墨西哥聯賽出身，在球會時代不僅是一名門將，而且是前鋒球員。個子矮小的他曾在比賽時上半場穿上1號門將球衣，下半場換上9號球衣成為前鋒。職業生涯裡坎波斯共取得了三十五個入球，在門將中相當突出。
他曾於1994年和1998年世界杯期間，為國家隊上陣達129場之多。他曾獲世界多家著名球會如曼聯等招攬，但綜合其球員生涯，主要還是在墨西哥聯賽球會效力，即使有一段時間外流，也不過效力美國聯賽球會洛杉磯銀河和芝加哥火焰。
坎波斯於2004年退出球員生涯。在2004年，他成為了墨西哥國家隊的助教。

## 外部連結
- 坎波斯職業生涯數據